# 三線眶棘鱸
三線眶棘鱸，又稱三帶赤尾冬，俗名赤尾冬仔，為輻鰭魚綱鱸形目金線魚科的一個種。

## 分布
本魚分布於西太平洋區，包括中國大陆、臺灣、印尼、越南、馬來西亞、澳洲、關島、斐濟、帛琉、密克羅尼西亞、新喀里多尼亞、所羅門群島、薩摩亞群島、東加等海域。

## 深度
水深1-20公尺。

## 特徵
本魚體側扁，魚體背部為鐵灰色，具2-3條白色斜紋，腹部銀白色，尾鰭凹形，背鰭硬棘10枚、軟條9枚；臀鰭硬棘3枚、軟條7枚。體長可達20公分。

## 生態
本魚棲息於礁沙混合區或枝狀珊瑚外圍，游泳方式特殊，以一游一停的方式活動，屬肉食性，以小型底棲無脊椎動物為食。

## 經濟利用
可做為食用魚及觀賞魚。